# Anne van Bonn
Anne van Bonn (* 12. Oktober 1985 in Geldern) ist eine ehemalige deutsche Fußballspielerin. Nach Kerstin Garefrekes ist sie die Spielerin mit den meisten Spielen in der eingleisigen Frauen-Bundesliga.

## Karriere

### Vereine
Van Bonn begann ihre Karriere eher zufällig im Alter von sechs Jahren. Sie begleitete ihren Bruder zu einem Fußballturnier. Da die Mannschaft nicht genügend Spieler hatte, wurde sie gefragt, ob sie mitspielen möchte. Nach mehreren Jahren beim Gelria Geldern#Nachfolgeverein GSV Geldern wechselte sie 2001 zum FCR 2001 Duisburg. Am 4. November 2001 wurde sie im Spiel gegen den SC Freiburg zum ersten Mal in der Bundesliga eingesetzt. Mit Duisburg erreichte sie 2003 und 2007 das Pokalfinale und wurde 2005, 2006, 2007, 2008 und 2010 Zweite der Meisterschaft. Zur Saison 2011/12 wechselte sie zum Bundesliga-Aufsteiger 1. FC Lokomotive Leipzig, wo sie jedoch am 18. Februar 2012 suspendiert wurde. Die Abwehrspielerin unterschrieb am 5. Juni 2012 einen Zweijahresvertrag mit dem FSV Gütersloh 2009. Nach dem Abstieg der Gütersloherinnen aus der Bundesliga wechselte sie aber bereits im Sommer 2013 zum SC Sand in die 2. Bundesliga Süd. Mit dem SC Sand gelang ihr 2014 der Aufstieg in die Bundesliga.
Zur Saison 2020/21 beendete sie ihre Karriere im bezahlten Fußball und wechselte zum Regionalligisten Hamburger SV, wo sie neben ihrem Beruf weiterspielte. Sie beendete ihre Karriere dort in der Saison 2022/23.
Seit Herbst 2024 trainiert sie beim TuRa Harksheide zusammen mit ihrer Lebensgefährtin Claudia von Lanken (Cheftrainerin) als Co-Trainerin die 2. Herrenmannschaft in der Kreisliga.
Sie hat eine Ausbildung zur Bauzeichnerin absolviert und ein Studium im Bauingenieurwesen erfolgreich abgeschlossen.

### Nationalmannschaft
Ihr Debüt im Nationaltrikot gab sie in der U-19-Nationalmannschaft, die am 6. November 2002 die Auswahl Italiens mit 4:0 besiegte. Ferner nahm sie mit der Mannschaft an der vom 25. Juli bis 3. August 2003 in Deutschland ausgetragenen Europameisterschaft teil, kam in den zwei Gruppenspielen gegen die Auswahlen Schwedens und Englands zum Einsatz und schied als Gruppenletzter aus dem Turnier aus. Ihr erstes Länderspieltor erzielte sie am 27. Oktober 2004 beim 7:0-Sieg über die Auswahl der Schweden mit dem Treffer zum 2:1 in der 51. Minute. Sie nahm an der vom 28. Juli bis 8. August 2004 in Finnland ausgetragenen U-19-Europameisterschaft teil und beendete das Turnier mit der Mannschaft als Zweitplatzierte, nachdem das Finale mit 1:2 gegen die Auswahl Spaniens verloren wurde. In der vom 10. bis 27. November 2004 in Thailand ausgetragenen U-19-Weltmeisterschaft nahm sie ebenfalls teil, erreichte mit der Mannschaft ebenfalls das Finale, das allerdings mit 2:0 gegen die Auswahl Chinas gewonnen wurde.
Nachdem sie bis 2004 25 Länderspiele in dieser Altersklasse bestritten hatte, debütierte sie am 6. April 2005 in der U-21-Nationalmannschaft beim 4:1-Sieg über die Auswahl Dänemarks. Für die U-23-Nationalmannschaft kam sie in fünf Spielen zum Einsatz, erstmals am 26. Juni 2007 beim 1:0-Sieg über die Auswahl Norwegens.

## Erfolge
- U-19-Weltmeisterin 2004
- Zweite der U-19-Europameisterschaft 2004
- UEFA Women’s Cup-Sieger 2009
- Zweite der Meisterschaft 2005, 2006, 2007 und 2008
- DFB-Pokalfinalist 2003, 2007
- DFB-Pokal-Sieger 2009 und 2010

## Sonstiges
Nach ihrem Abitur am Friedrich-Spee-Gymnasium in Geldern absolvierte van Bonn eine Ausbildung zur Bauzeichnerin. Ein Studium in Bauingenieurwesen hat sie mittlerweile erfolgreich abgeschlossen.